# 阿波賀氏
阿波賀氏（あばがし、あばかし）は、日本の氏族のひとつ。安波賀と同じともいわれるが、正確には一乗谷下城戸の阿波賀を安波賀と近世に改めた地名であり、中世に「安波賀氏」とは名乗っていない。

## 概要
越前朝倉氏の家臣で朝倉一族同名衆。朝倉高景の子・朝倉氏景の弟にあたる阿波賀茂景を家祖する。
阿波賀氏は代々、越前国坂井郡河口荘大口郷などの支配に関わり、永享9年（1437年）頃には阿波賀氏が同郷の政所職となっている。文安4年（1447年）9月、百姓の訴訟により、政所職は阿波賀氏から宝徳2年（1450年）6月、阿波賀但馬入道が任じられ、再び阿波賀氏の支配となる。宝徳4年には、阿波賀但馬入道の子、新蔵人良景が還補され、長禄2年（1458年）7月補任されている。彼は、いわゆる長禄合戦で朝倉孝景方と敵対し、「朝倉新蔵人」として参戦、長禄3年（1459年）8月11日の戦いで敗死した。
その後、阿波賀氏は再興され、文正元年（1466年）7月には阿波賀小三郎が大口郷とともに本庄郷政所職も兼伴するかたちで政所職を回復している。なお同郷専当も阿波賀氏一族が務めている。また、文明11年（1479年）の「清水寺再興勧進奉加帳」には、新蔵人良景の跡を継いだと思われる、「朝倉新蔵人景忠」の名がある。
永禄11年（1568年）5月に当時一乗谷城に身を寄せていた足利義昭が朝倉義景邸御成を挙行した際に、お目通りした同名衆のひとりとして阿波賀小三郎景堅（景賢とも、のちに三郎、但馬守）がおり、また一族と思われる阿波賀藤四郎は祝宴の猿楽で笛を担当した。元亀元年（1570年）9月、朝倉義景が比叡山に在陣すると、阿波賀三郎（小三郎から三郎と通名を変えた時期は不明）ら朝倉勢は穴太より宇佐山に在陣する織田信長勢を攻め、堅田にて戦い、織田甲斐守ら1500人余を討ち取りこれに勝った（宇佐山城の戦い）。
天正元年（1573年）8月、刀根坂の戦いで朝倉義景方が織田信長方に敗れ、朝倉義景が同名衆の朝倉義鏡に攻められ自刃し、越前朝倉氏の支配が終焉を迎えると、朝倉義鏡はじめ朝倉一門の多くは織田方に降伏し、それぞれ本領を安堵されたが、阿波賀氏も同様の動きをしたと思われる。それは天正3年（1575年）頃の大口郷の政所職が継続して阿波賀氏であることがその証左といえる。
その後の混乱を経て「一揆持ちの国」となった越前は、織田信長と一向一揆勢力との戦いとなり、天正3年（1575年）8月、織田方に敵対する一向一揆方として、鉢伏城に阿波賀三郎景堅、与三兄弟が入って織田方と敵対、合戦となったが、彼ら兄弟は捕らえられ（一説に自ら投降し城内の兵たちの命乞いを申し出たが）自害させられた。
そのほかの阿波賀氏一門は、織田信長方の武将に仕官したようである。前田利家の馬廻衆として活躍した阿波賀藤八郎、金森長近の家臣となった阿波賀藤四郎などである。
阿波賀氏はこの頃より、阿波加氏とも表記されるようになり、阿波賀氏・阿波加氏として近世を迎える。